# Zacisk (jaskinia)

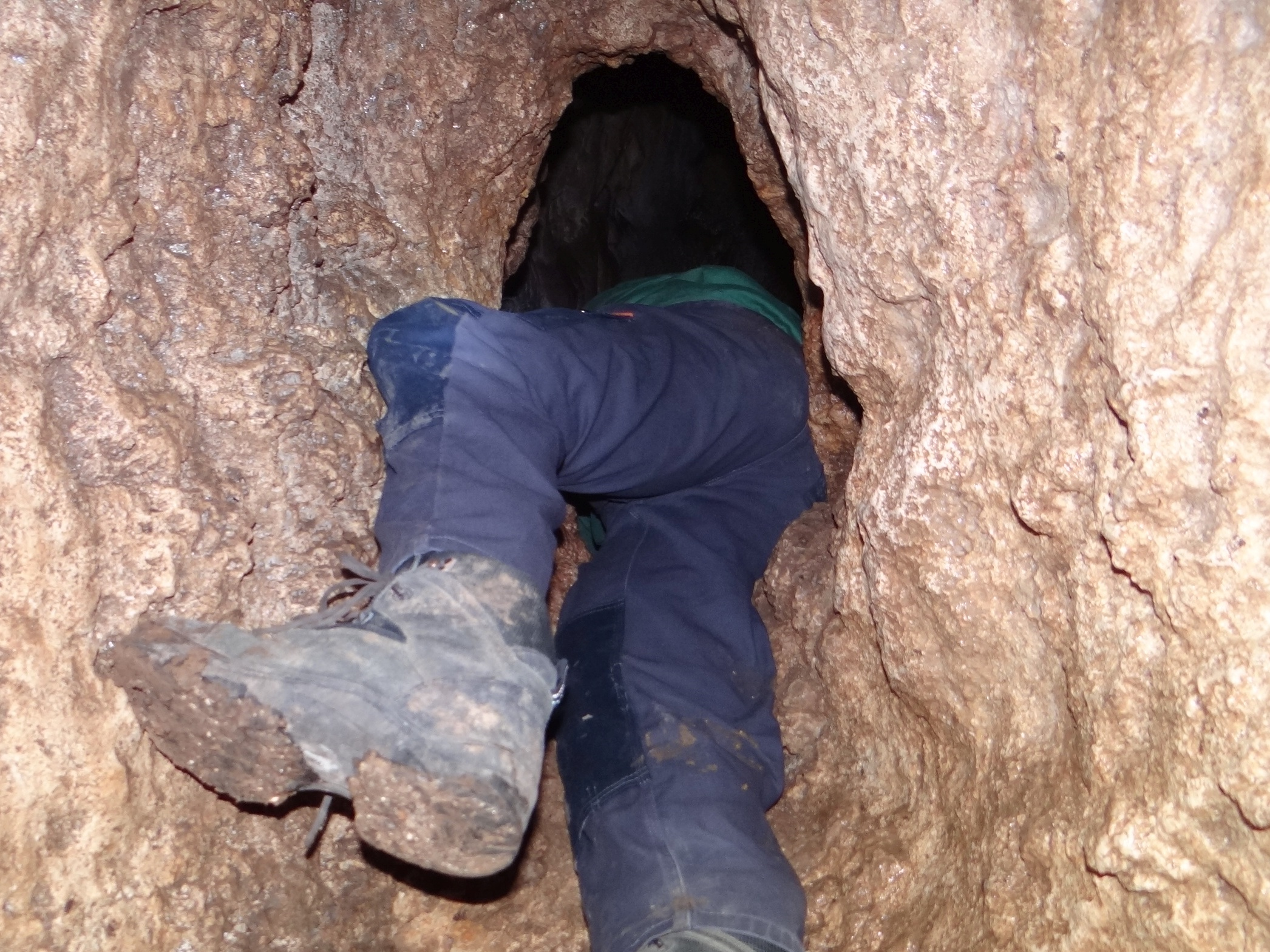

Zacisk – w speleologii jest to trudne do przejścia zwężenie korytarza jaskini lub schroniska. Rozmiar zacisku jest pojęciem subiektywnym – zależy od rozmiarów ciała grotołaza, oraz od tego, czy przeciska się on ze sprzętem, czy bez. Wyróżnia się następujące rodzaje zacisków:
- zacisk punktowy, gdy występuje na odcinku krótszym od długości ciała,
- zacisk odcinkowy, gdy przewężenie jest długie (umownie powyżej długości ciała),
- zacisk prosty, gdy występuje na prostym odcinku korytarza,
- zacisk z zakrętem, tzw. zetka lub eska, gdy znajduje się na zakręcie korytarza[1]
- zacisk poziomy, gdy występuje na poziomym odcinku korytarza,
- zacisk pionowy, gdy występuje na pionowym odcinku korytarza (w szczelinie lub rurze krasowej).

Przy przechodzeniu zacisków należy przestrzegać następujących zaleceń:
- do nieznanego zacisku wchodzimy nogami do przodu, ale w rurach i studniach głową do góry,
- gdy zacisk jest bardzo ciasny, jedną rękę wysuwamy do przodu, druga pozostaje przy tułowiu,
- nie wolno się spieszyć, należy zacisk przejść spokojnie,
- należy upewnić się, czy pod zaciskiem nie znajduje się studnia lub próg,
- zazwyczaj zachodzi konieczność ściągnięcia z ciała sprzętu, a nawet uprzęży,
- ściągnięty sprzęt przepycha się w worku przed sobą, ciągnie na sznurku za sobą lub podaje między członkami zespołu,
- nie wolno pozwolić na obsunięcie się w głąb zacisku pionowego,
- zacisk pokonuje się twarzą do jego dna, a gdy jest bocznie ciasny – twarzą do ściany na wewnętrznej stronie zakrętu[1].

Zaciski to niebezpieczne miejsca jaskiń. Były przyczyną wielu wypadków jaskiniowych. Ze względu na niebezpieczeństwo utknięcia w zacisku (a także inne zagrożenia) nie wolno do jaskiń udawać się samotnie. Często aby uwolnić się z zacisku konieczna jest pomoc drugiej osoby, czasami niezbędne jest wezwanie specjalistycznej pomocy – a do tego też konieczna jest pomoc drugiej osoby (w jaskiniach brak zasięgu telefonii).